# Psychoedukacja
Psychoedukacja – metoda edukacyjna adresowana do ludzi, którzy żyją z zaburzeniami psychicznymi stanu zdrowia.

## Proces
Psychoedukacja odbywa się na zasadach dyskusji jeden-na-jeden lub w grupach, moderowana przez wykwalifikowanego pedagoga, a także pracowników służby zdrowia: lekarza medycyny, pielęgniarki czy pracowników socjalnych i psychologów. Pacjenci są informowani o stanie ich chorób do ogólnej wiadomości uczestników grup. Ponadto, wymiana doświadczeń między zainteresowanymi pacjentami i wzajemne ich wsparcie ma odgrywać pozytywną rolę w procesie leczenia.
W psychologii dotyczy pacjentów ze schizofrenią, depresją, chorobą afektywną dwubiegunową, lękiem, zaburzeniami odżywiania czy osobowości, jak również w toku uczenia pacjentów o radzeniu sobie z chorobą somatyczną.
Psychoedukacja w pedagogice jest środkiem przy wszelkiego typu trudnościach wychowawczych czy też trudnościach zachowania w kontaktach społecznych. Stosowana z powodzeniem w celach edukacyjnych, jak: kursy szybkiego czytania, zajęcia korekcyjne – kompensacyjne wspomagające rozwój przy wykorzystaniu aktywnych technik uczenia się jak warsztaty i laboratoria.

## Cel psychoedukacji
Celem psychoedukacji jest lepsze zrozumienie przez pacjenta własnego stanu zdrowia psychicznego. Wzmacnia się również mocne strony pacjenta i jego własne zasoby w radzeniu sobie z chorobą, by zapobiec nawrotom i podwyższyć jego dobrostan w długiej perspektywie czasowej. U podstaw takich oddziaływań leży założenie, że z większą wiedzą na temat własnego stanu zdrowia konsument (pacjent) może sobie lepiej z nią radzić.

## Rodzaje psychoedukacji
- Pedagogiczna;
- Psychologiczna;
- Socjologiczna;
- Medyczna – np.: po psychoedukacji medycznej, pacjent jest bardziej skłonny trzymać się zaleceń lekarskich i lepiej zrozumieć sens podejmowanych wobec niego procedur medycznych[3]. Zwiększa się także wiara w lekarza medycyny "prowadzącego", zaangażowanie pacjenta i jego rodziny w leczenie oraz chroni przed bazowaniem na informacjach dotyczących choroby, które pochodzą z nierzetelnego źródła[3].

Sześć kroków psychoedukacji w codziennej praktyce lekarskiej:
1. informacja na temat etiologii choroby, z uwzględnieniem koncepcji pacjenta na ten temat;
2. krótkie przekazanie diagnozy na podstawie wyników badań;
3. omówienie i odpowiedź na uczucia pacjenta związane z przekazaną diagnozą medyczną;
4. sprawdzenie wiedzy pacjenta na temat braku zdrowia;
5. podanie bardziej szczegółowych informacji na temat diagnozy, prostym językiem;
6. ostateczne sprawdzenie jak pacjent rozumie problem.

## Zalety długoterminowej grupowej terapii psychoedukacyjnej
Specjaliści zajmujący się psychoedukacją osób z chorobą afektywną dwubiegunową wymieniają kilka zalet tego podejścia:
1. poprawa relacji terapeutycznej z lekarzem;
2. pacjenci zyskują poczucie kontroli nad swoim leczeniem;
3. praca w zespole, co zmniejsza obawy pacjenta;
4. oparcie relacji na współpracy, zaufaniu i informacji;
5. wyjaśnienie nieporozumień, wstęp do uznania leczenia za konieczne.